# El caso Pasolini. Crónica de un asesinato
El caso Pasolini. Crónica de un asesinato (en el italiano original, Il delitto Pasolini) es una novela gráfica de Gianluca Maconi de 2005, que reconstruye las últimas horas de Pier Paolo Pasolini.

## Trayectoria editorial
Il delitto Pasolini fue creada por Gianluca Maconi a propuesta de la editorial Becogiallo para con ocasión el 30 aniversario del fallecimiento de Pasolini en 2005.
Añadía a sus 54 páginas de historieta, un prólogo de Furio Colombo, una nota del autor sobre sus referencias, una cronología y un recuento de las pesquisas por Francesco Barilli.
En mayo de 2010 apareció su primera edición en español por parte de Gallo Nero.

## Argumento
Maconi expone la versión oficial del asesinato, pero también sus contradicciones, incluyendo las declaraciones de Oriana Fallaci. Recoge además la última entrevista que Pasolini concedió al periodista Furio Colombo y la cena subsiguiente con su amigo Ninetto Davoli, así como un ensoñador guion suyo, para presentar el pensamiento del cineasta.

## Estilo
En blanco y negro, con tintas a la aguada, Maconi incluye referencias a las películas del fallecido.